# 百鍊霸王與聖約女武神
《百鍊霸王與聖約女武神》（日语：百錬の覇王と聖約の戦乙女），是日本小說家鷹山誠一在HJ文庫出版的輕小說作品，中文版由東立出版社有限公司代理。於2015年2月《COMIC FIRE》網站開始連載漫畫。2018年7月8日其改編動畫於TOKYO MX首播。

## 故事簡介
在滿月的夜晚，中學二年級的周防勇斗陪同小一年級的青梅竹馬志百家美月參加班級舉辦的試膽大會，兩人依照規則走進目的地月宮神社，並對神社內的鏡子拍照以作為證明。在拍照時，好勝的勇斗用智慧型手機與神社的鏡子進行自拍，結果在多重巧合下被召喚至弱肉強食的異世界「攸格多拉西爾」……兩年後，勇斗成為了氏族「狼」的宗主，帶領「狼」的族人在亂世中抵抗各強大氏族的入侵，故事由此展開。

## 登場人物
- 聲優以電視動畫／廣播劇CD排序。單人時為電視動畫配音。

### 「狼」族
周防勇斗（聲：酒井廣大／島﨑信長）
出身於日本的鄉村地區「八尾市」。故事開始時是中學二年級學生，性格好勝而有點自大。父親是鑄劍工匠，由於小時候曾經父親教導相關知識，因此熟悉煉鐵和鑄劍的方法及技術。被召喚至異世界「攸格多拉西爾」前的兩個月，母親因病逝世，而對於父親在母親病逝前一刻仍只顧著鑄劍而不到醫院見最後一面，因此憎恨著父親。
被召喚至攸格多拉西爾後，因言語不通及水土不服而常卧病在床，因而被「狼」族的人蔑稱為吃閒飯的人，只有菲麗希亞仍持續照顧他。之後，為了改善「狼」的情況，而引入煉鐵方法、弩、馬鐙等先進的技術，令勇斗得以被認同，並得到「狼」的宗主法布提收為「義子」的誓盃。
擁有作為王者的霸氣，並以此震懾因戰況惡化而打算投降的「狼」族成員，帶領「狼」族奮戰到底，取得了對抗氏族「爪」、「灰」和「牙」三族聯軍圍攻「狼」族都「雅爾菲德」的「雅爾菲德守城戰」的勝利。在取得勝利後，得到法布提讓出宗主之位，卻因此釀成了因妒忌而失常的洛普特錯殺了法布提的悲劇，令勇斗的性格完全改變。
接任「狼」的宗主後，性格變得謹慎及深思熟慮，常籍著帶同到異世界的智慧型手機購買電子書閱讀以增加知識，身為「狼」宗主的責任感比任何人都強，一邊為「狼」族的未來進行打算，一邊找尋回去原來世界的方法。深明自己所引入的技術並不是自己想出來，因此一直把「作弊」當成口頭禪掛在嘴邊。
在和「爪」的戰爭中，曾下令把攻下的城鎮「梵恩」中的居民全數屠戮殆盡（實際上居民全數都被遷移往「狼」的領地）、把城鎮徹底燒毀，因而被周邊的其他氏族稱為「惡名昭彰的狼(芬里爾)」而畏懼，但亦因此以「狼」的勝利終結了和「爪」之間的戰爭。
與「豹」及「雷」聯軍交戰的「加契納之役」中，遭到前任「豹」族族長西格恩的祕法「芬布爾之冬」影響破除了菲麗希亞施在身上的秘法「縛魔鎖」而被送回日本，使得當時的戰況瞬間顛倒。
回到日本後，在與父親的對話中得知父親之所以沒去醫院見母親最後一面，是因為知道醫生已經無力回天，而自己只懂得鑄造刀劍，因此盡了最大努力打造出替妻子驅逐病魔的劍（日本傳統中刀劍有破除病魔之效果），祈求奇蹟出現。在得知父親是個笨拙的人之後，與父親冰釋前嫌。
為了拯救「狼」族的危機，而決定和美月兩人一起離開日本，再次回到「攸格多拉西爾」，卻因為西格恩的「芬布爾之冬」力量強大的影響而無法被菲麗希亞的「縛魔鎖」召喚到，只有美月一人到達「攸格多拉西爾」。之後藉由「神帝」希格德莉法、菲麗希亞以及美月三人合力使出祕法破除「芬布爾之冬」的影響，再次回到「攸格多拉西爾」。
回歸「攸格多拉西爾」後立刻使用空城計將「雷」族逼退，並靠著回到日本時所準備的無線電以及爆竹等道具對「豹」族進行反擊。
被高尾沙耶告知了「攸格多拉西爾」的真相為「亞特蘭提斯」。為了迴避「亞特蘭提斯」的結局而把曾結下誓盃的氏族「角」、「爪」、「灰」、「豺」、「麥」與「狼」融合，創建了新的氏族「鋼」，並擊敗和吞併「豹」。
菲麗希亞（聲：末柄里惠／戶松遙）
意外把勇斗召喚至異世界「攸格多拉西爾」的少女，擁有符文「無貌的隨從」的英靈戰士，令她通曉不同的技能，文武雙全，但卻不到專精的程度。和洛普特是親兄妹，親生父親死於「狼」和氏族「爪」的戰爭中。
由一開始就把勇斗當成「勝利的神子」，即使所有人都把勇斗視為沒有用的人時仍不離不棄，協助勇斗適應攸格多拉西爾的生活，並決定和勇斗結為「義兄妹」。
和勇斗一樣，受到那一場悲劇影響甚深。在勇斗繼承「狼」宗主時拒絕了成為宗主的勇斗的「義女」的誓盃，選擇繼續作為不能擔任實權要職的「義妹」及勇斗的副官。而在「鋼」成立並且捕獲弗貝茲倫古之後亦不接受封賞，表示不會把照顧勇斗生活起居的工作讓給任何人。
平時溫文儒雅，但是非常在意自己的年紀及仍未出嫁一事，每當有人提及就會性情大變。在美月的幫助下與勇斗發生了男女關係，也確定將嫁給勇斗，成為其側室。
吉可露妮（聲：伊達朱里紗／種田梨沙）
擁有符文「噬月之狼」的英靈戰士，能得到狼的稟性與超群體能，能憑嗅覺識破毒藥。
「狼」族的女戰士，看不起被召喚到「攸格多拉西爾」的勇斗並和他打了一場，雖然獲得壓倒性勝利，但對被勇斗有機可乘一事耿耿於懷。在見識過勇斗的霸氣後，對勇斗的態度完全改變，成為勇斗的忠實追隨者。
勇斗成為「狼」的宗主後，接受了勇斗的誓盃成為「義女」，並由斯卡維茲手上接過「最強銀狼」的稱號。戰場外作為勇斗的護衛兼試毒官，戰場上則指揮作為親衛隊的騎兵隊「穆斯裴爾」作戰。對任何人都態度冷淡，和菲麗希亞經常吵架，但在勇斗面前卻如同普通少女。
在小說第13集中與勇斗發生了男女關係。
茵格莉特（聲：河瀨茉希／伊藤加奈惠）
擁有符文《孕育劍戟者》的少女，「狼」族內首屆一指的天才鍛造師。
在勇斗提出煉鐵方法後，協助他完成工作的人。最初看不起勇斗，但在和勇斗相處及看到他的努力後改觀，承認了勇斗的能力。在完成煉鐵術後，亦協助勇斗完成馬鐙、弩、投石機、水車等物品，並由勇斗身上習得鑄造日本刀的技術。
勇斗出任宗主後，和勇斗結下「義女」的誓盃，成為特務工房的工房長，負責「狼」族的武器、鐵製品等重要物品的生產。說話豪爽，但很會照顧其他人，並不會和其他人一樣對作為「義父」的勇斗表現敬意，仍和當初認識勇斗一樣不帶敬語說話，是勇斗成為宗主後少數能夠輕鬆交往的人。
在小說第15集中茵格莉特因為生性害羞還是沒進行到最後一步路。
斯卡維茲（聲：立花慎之介／影平隆一）
擁有符文《鮮血魔刃》的英靈戰士，同時擁有「嘲諷的虐殺者」外號的戰士。
在勇斗剛被召喚至「攸格多拉西爾」時，「狼」族中擁有「最強銀狼」稱號的戰士，守衛著在「狼」的東面邊境、與「爪」接壤地區的「格尼巴城砦」。武功高強，是洛普特的師父。每當「狼」族戰敗撤退時，總是在隊伍後方負責殿後的人，而每次即使身負重傷，亦能活著歸來的強者。
在勇斗出任宗主後，轉任為少主約爾根的副手，並把「最強銀狼」的稱號讓給吉可露妮，但實力仍在吉可露妮之上。由於有妻子和八歲的兒子為入屋行劫的賊人所殺的過去，因此對違反律法的人毫不留情施以刑罰，令「狼」族人民遵守定下的律法，間接改善了族都「雅爾菲德」的治安及「狼」族軍隊的戰鬥力。
在擊倒「豹」族後因勇斗的計策而成為「豹」族的新任族長。
感嘆回歸「攸格多拉西爾」後勇斗做為"王"的資質變得更上一層。在神都格拉茲海姆守城戰中，勇斗被織田信長設伏擊敗遭到追殺時，斯卡維茲帶領五百敢死隊殿後，斬殺追擊將領並阻住四萬大軍攻勢，但身受重傷，在和勇斗以無線電聯絡告知遺言後，安詳的死去。
約爾根（聲：鶴岡聰）
年過四十的壯漢，在以年輕的勇斗為首的「狼」族幹部中是少有的年長者，以其豐富的經驗輔佐著勇斗。
對將陷入困境的「狼」族重新奮起，甚至日益強大的勇斗十分感激，也願意為他尋找回家的方式，但又了解到「狼」族要繼續維持現在不斷進步的情況必須要有勇斗的領導而苦惱著。
勇斗成立「鋼」後，繼任為「狼」宗主並且作為「鋼」的少主輔佐成為第三號人物。
布盧諾（聲：宇垣秀成）
歐洛夫（聲：小林千晃）
法布提
洛普特 (聲：遊佐浩二)
請參見「豹」族。
愛菲利亞（聲：青山吉能）
金納爾
龐伯
阿拉里克

### 「爪」族
伯特韋德（聲：藤吉浩二）
「爪」的宗主，艾爾貝緹娜和克莉絲緹娜的親生父親。
老謀深算的人，在「爪」的權力鬥爭中迫使前宗主讓位，繼而趁「狼」的軍隊在西邊和「角」交戰期間出兵偷襲「狼」，奪下大片土地。之後，與有殺害前前任宗主之仇的「牙」族結下不利的兄弟誓杯，並割讓大片土地給紛爭不斷的「灰」族，成功和兩族建立聯軍，大敗「狼」的軍隊，並圍攻「狼」族都「雅爾菲德」，但最終被勇斗的計謀所敗。
勇斗成為宗主後出兵攻打「爪」，最終令伯特韋德降服，接受了成為「義弟」的誓盃結束戰爭。之後，伯特韋德對於「狼」族來說仍是不可信任的象徵，而伯特韋德亦在找尋勇斗大意的一刻。
艾爾貝緹娜＆克莉絲緹娜（聲：悠木碧＆竹達彩奈／本多真梨子）
「爪」的宗主伯特韋德的雙胞胎女兒，艾爾貝緹娜是姐姐，而克莉絲緹娜是妹妹。兩人同為英靈戰士，艾爾貝緹娜擁有符文《引風者》，能把身邊的空氣引向自己，而克莉絲緹娜擁有符文《驅風者》，能把身邊的空氣以自己為中心推開。艾爾貝緹娜天性單純，經常被老謀深算的克莉絲緹娜玩弄，而克莉絲緹娜亦以玩弄自己的姐姐為樂。兩人表面是小孩的樣子常令人失去戒心，實際上，艾爾貝緹娜是動作靈敏的天生暗殺者，而克莉絲緹娜是善於消除氣息刺探情報的間諜。
曾在「爪」、「灰」和「牙」三族聯軍圍攻「狼」族都「雅爾菲德」時，潛入其中打開城門，令聯軍攻入城內。亦曾多次試圖潛入暗殺「狼」的宗主，但因守衛深嚴而放棄。
在勇斗成為「狼」的宗主，並擊敗「爪」後，被「爪」的宗主伯特韋德送到「狼」作為人質，但很快就得勇斗信任，並建立功績，得到作為勇斗「義女」的誓盃。
小說第15集艾爾貝緹娜符文《引風者》被發現可以及早發現氣流的動向，被勇斗指派為海軍第二交椅。
蒙迪爾法利

### 「角」族
黎芮兒（聲：高尾奏音）
「角」族的第五代宗主，開始時輕視狼族的戰力並向他們進攻，結果被狼族俘虜並被勇斗招降成為他的義妹。在認識到勇斗的實力後愛上了勇斗。
勇斗成立新氏族「鋼」之後與勇斗更換新的誓杯，以勇斗的義女身份成為「鋼」的少主。
沒有統軍方面的才能但是在內政方面手腕卓絕，不但積極推行勇斗的新政策，由於徹底掌握物資調配而讓勇斗在戰爭時能無後顧之憂。
在小說第11集中在菲麗希亞的撮合下與勇斗發生了男女關係。
霍格斯波利
拉斯穆司（聲：大泊貴揮）
古恩納爾
豪斯葛柏力

### 「蹄」族
尤古偉（聲：乃村健次）
「蹄」的宗主，擁有「亞爾夫海姆」的霸者的稱號。
與吉可露妮交手後，被吉可露妮使用日本刀擊殺後死去。

### 「雷」族
史坦索爾（聲：田丸篤志）
「雷」的宗主，是攸格多拉西尔之中少数拥有双符文的英灵战士，殺死過「角」的前代宗主，因為一心只會正面的往前衝，毫無任何策略，被勇斗稱為匹夫之勇，最後敗給勇斗的囊沙之計。之後聽從艾雷克西斯的建議與「豹」族結為同盟，聯合攻打「狼」族。
在小說第10集中，在織田信長火槍陣下不敵而陣亡。
夏斐（聲：土岐隼一）
賓格索爾（聲：佐香智久）
與史坦索爾是親哥哥，不料在與斯卡維茲單挑決戰中被擊敗後被擊殺。
羅詩柯瓦

### 「豹」族
洛普特 ->弗貝茲倫古 (聲：遊佐浩二)
與菲麗希亞是親兄妹，所持有的符文是可以模仿任何技術，曾是「狼」族的少主，意外殺死了前代「狼」族宗主，憤而逃跑，被「狼」族貫上弒父之罪，因此戴上假面具以假名字弗貝茲倫古身分活動，現為「豹」族的宗主。之後聽從艾雷克西斯的建議與「雷」族結為同盟，聯合攻打「狼」族。
在小說第9集中被勇斗以兵法擊敗，且被斯卡維茲以劍術擊敗後擒拿，再10集中醒悟後以弟弟的身分跟勇斗再一次結拜。
西格恩 (聲：Lynn)
擁有的符文是《芬布爾之冬》是能解開所有咒術的秘術。
納爾弗
瓦利

### 「劍」族
法古拉培爾
她符文《宣戰的號角》雖然不能讓自己變強，但是讓戰場的士兵們變成不會畏懼死亡的戰士且個個視死如歸。
小說第13集被勇斗擊敗後，以自己和揚波之女（9位英靈女劍士）效忠為條件，必須保障劍族和神帝的安全。
艾爾娜
席兒

### 「槍」族
霍爾巴爾瑟

### 「炎」族
織田信長
織田信長是活躍於日本戰國時代至安土桃山時代的戰國大名，1582年遭明智光秀背叛本能寺之變後意外被鏡子照射召喚至異世界「攸格多拉西爾」，以十年的時間將小部落「炎」族發展成十大部落之一，來到「攸格多拉西爾」與當地女子生下一個「雙符文」女兒。
蘭

### 神聖阿斯嘉特帝國
艾雷克西斯（聲：飛田展男）
進行誓盃之儀的神聖阿斯嘉特帝國神官，是霍爾巴爾瑟的眼線。
希格德莉法（聲：立花理香）
是統治神聖阿斯嘉特帝國的神帝。雙眼中皆蘊含符文，是悠格多拉西爾全土僅有的三名雙符文的英靈戰士之中的一位，與志百家美月有著奇妙的連結。
為了拯救「狼」族的危機，與美月以及菲麗希亞三人合力使出祕法破除「芬布爾之冬」的影響，將勇斗再次召喚回「攸格多拉西爾」。
但因過度行使力量造成靈魂的破損，造成無法復原的傷，而陷入昏迷不醒後被霍爾巴爾瑟竊占身體。霍爾巴爾瑟藉由希格德莉法的名義發佈討伐氏族「鋼」的命令，在「鋼」跟由「劍」、「牙」、「雲」組成的聯軍的戰鬥勝利後，因與美月正式會面而雙符文產生共鳴喚醒的陷入沉睡的希格德莉法，而在西格恩施展「芬布爾之冬」破除了神之桎梏後，行使力量將霍爾巴爾瑟從體內彈出。
隨後因「鋼」戰勝了聯軍，希格德莉法宣布將與勇斗結婚，而前往神都格拉茲海姆。抵達神都後希格德莉法知道自己活不久了，並於勇斗口中得知「攸格多拉西爾」未來會沉沒於大海中後，希望盡快與勇斗成親，將神帝之位禪讓給勇斗。
在婚禮結束後希格德莉法耗盡自己所有的生命，將潛藏於美月腹中孩子的霍爾巴爾瑟逼出來後，法古拉培爾使用《宣戰的號角》提升了希格德莉法最後的力量將霍爾巴爾瑟消滅掉。
臨死前將雙符文的力量轉讓給了勇斗，這才揭露了為何每一代的神帝都擁有雙符文。最後說出「如果能轉世的話，妾身想再轉世到你的身...邊...」後離世，死後靈魂經過三千五百年的流逝轉世為志百家美月。

### 現代
志百家美月（聲：內田彩／米澤圓）
勇斗在現代日本的青梅竹馬，比勇斗小一歲。；除了髮色相反之外與「神帝」希格德莉法長的一模一樣。
親眼看著勇斗被召喚至異世界，但對她的說話大部份人都沒有相信，認為那是惡作劇。曾嘗試以和勇斗一樣的方法對月宮神社的鏡子自拍而前往異世界，但結果失敗，卻意外的透過鏡子聯繫了在攸格多拉西爾的勇斗，成為了勇斗在攸格多拉西爾生存下去的心靈支柱。
祖父是月宮神社的「宮司（主持）」，因此能把月宮神社的鏡子搬到家中擺放，方便和勇斗聯絡。一直在做兼職，明白攸格多拉西爾的險惡，期待著勇斗的歸來。
在勇斗因遭到前任「豹」族族長的祕法遣送回日本時出現在其房間
在勇斗決定回到「攸格多拉西爾」時接受了他的求婚，成為其妻子並與其一同前往；但卻因為前任「豹」族族長的祕法力量大於菲麗希亞而使得只有美月自己一個人到達「攸格多拉西爾」
到達「攸格多拉西爾」後意外進入「神帝」希格德莉法的夢中，並得知自身是「攸格多拉西爾」中除了「神帝」希格德莉法與「雷」族族長－－「虎心王」史坦索爾外的第三位擁有「雙符文」的英靈戰士
由於是「雙符文」的英靈戰士，所以剛到達「攸格多拉西爾」一個禮拜後便學會了交流的祕法，之後美月便和「神帝」希格德莉法與菲麗希亞，三個人合力使出祕法破除「芬布爾之冬」的所帶來的影響，讓勇斗成功再次回到「攸格多拉西爾」，則動畫結局中跳過了這一段。
在與勇斗身邊感情較好的女性們談話時表示不想獨佔勇斗，而是希望能跟大家一同擁有，而使的所有在場對勇斗有著戀慕之情的女性欽佩其做為王者之妻的氣量而願意服從於她
已經與勇斗發生過男女關係，並生下一子一女的龍鳳胎，兒子取名「希望」，女兒取名「未來」
「神帝」希格德莉法死亡後想起自己3千5百年前身為莉法的事實
ヘグニ
高尾瑠璃
高尾沙耶
志百家茂
志百家美代
周防哲仁
佐紀
麻宮

## 出版書籍

### 小說
| 集數 | Hobby Japan    | Hobby Japan            | 東立出版社     | 東立出版社             |
| 集數 | 發售日期       | ISBN                   | 發售日期       | ISBN                   |
| ---- | -------------- | ---------------------- | -------------- | ---------------------- |
| 1    | 2013年8月1日   | ISBN 978-4-7986-0654-5 | 2014年3月24日  | ISBN 978-986-348-492-9 |
| 2    | 2013年11月1日  | ISBN 978-4-7986-0704-7 | 2014年9月18日  | ISBN 978-986-365-657-9 |
| 3    | 2014年2月1日   | ISBN 978-4-7986-0747-4 | 2014年12月18日 | ISBN 978-986-382-307-0 |
| 4    | 2014年5月1日   | ISBN 978-4-7986-0812-9 | 2015年4月23日  | ISBN 978-986-431-153-8 |
| 5    | 2014年9月1日   | ISBN 978-4-7986-0871-6 | 2015年9月21日  | ISBN 978-986-462-182-8 |
| 6    | 2014年11月1日  | ISBN 978-4-7986-0910-2 | 2016年1月21日  | ISBN 978-986-462-833-9 |
| 7    | 2015年2月28日  | ISBN 978-4-7986-0956-0 | 2016年3月31日  | ISBN 978-986-324-097-6 |
| 8    | 2015年7月1日   | ISBN 978-4-7986-1043-6 | 2016年8月4日   | ISBN 978-986-470-720-1 |
| 9    | 2015年12月1日  | ISBN 978-4-7986-1109-9 | 2016年11月15日 | ISBN 978-986-482-191-4 |
| 10   | 2016年3月1日   | ISBN 978-4-7986-1187-7 | 2017年2月24日  | ISBN 978-986-482-626-1 |
| 11   | 2016年7月1日   | ISBN 978-4-7986-1255-3 | 2017年6月2日   | ISBN 978-986-486-391-4 |
| 12   | 2016年10月29日 | ISBN 978-4-7986-1321-5 | 2017年9月7日   | ISBN 978-986-486-738-7 |
| 13   | 2017年6月30日  | ISBN 978-4-7986-1476-2 | 2018年2月12日  | ISBN 978-957-260-537-0 |
| 14   | 2017年11月1日  | ISBN 978-4-7986-1562-2 | 2018年7月9日   | ISBN 978-957-261-334-4 |
| 15   | 2018年3月1日   | ISBN 978-4-7986-1674-2 | 2018年9月13日  | ISBN 978-957-261-747-2 |
| 16   | 2018年6月30日  | ISBN 978-4-7986-1722-0 | 2019年10月7日  | ISBN 978-957-262-618-4 |
| 17   | 2019年3月1日   | ISBN 978-4-7986-1787-9 | 2020年12月7日  | ISBN 978-957-265-781-2 |
| 18   | 2019年6月1日   | ISBN 978-4-7986-1944-6 |                |                        |
| 19   | 2019年11月1日  | ISBN 978-4-7986-2020-6 |                |                        |
| 20   | 2020年1月31日  | ISBN 978-4-7986-2120-3 |                |                        |
| 21   | 2020年8月1日   | ISBN 978-4-7986-2228-6 |                |                        |
| 22   | 2021年5月1日   | ISBN 978-4-7986-2371-9 |                |                        |
| 23   | 2021年10月1日  | ISBN 978-4-7986-2576-8 |                |                        |
| 24   | 2023年3月1日   | ISBN 978-4-7986-2828-8 |                |                        |

### 漫畫
| 集數 | Hobby Japan    | Hobby Japan            | 東立出版社    | 東立出版社             |
| 集數 | 發售日期       | ISBN                   | 發售日期      | ISBN                   |
| ---- | -------------- | ---------------------- | ------------- | ---------------------- |
| 1    | 2015年10月27日 | ISBN 978-4-7986-1104-4 | 2017年1月9日  | ISBN 978-986-317-266-6 |
| 2    | 2016年7月27日  | ISBN 978-4-7986-1260-7 | 2018年3月15日 | ISBN 978-986-317-270-3 |
| 3    | 2017年6月27日  | ISBN 978-4-7986-1454-0 | 2018年5月10日 | ISBN 978-986-486-522-2 |
| 4    | 2018年6月27日  | ISBN 978-4-7986-1717-6 | 2019年7月8日  | ISBN 978-957-26-1494-5 |
| 5    | 2019年8月27日  | ISBN 978-4-7986-1985-9 |               |                        |
| 6    | 2020年10月27日 | ISBN 978-4-7986-2331-3 |               |                        |

## 電視動畫

### 製作人員
- 原作：鷹山誠一（HJ文庫）
- 原作插畫：ゆきさん
- 監督：小林浩輔
- 系列構成：高橋奈津子
- 人物設計：伊藤真理子
- 總作畫監督：伊藤真理子、谷津美彌子
- 製作：ユグドラシル・パートナーズ
- 動畫製作：EMT Squared

### 主題曲
片頭曲「Bright way」
作詞、作曲：大橋莉子，編曲：金崎真士，歌：內田彩
片尾曲
作詞：中村彼方，作曲：伊藤賢，編曲：佐藤清喜，歌：petit milady

### 各話列表
| 話數   | 標題                 | 劇本       | 分鏡                     | 演出     | 作畫監督                                                                                    |
| ------ | -------------------- | ---------- | ------------------------ | -------- | ------------------------------------------------------------------------------------------- |
| Act.01 | 舉杯結義             | 高橋奈津子 | 小林浩輔                 | 小林浩輔 | 重松晉一 小林由香里 小島惠理 高岡希一                                                       |
| Act.02 | 狼的戰術             | 高橋奈津子 | 南康弘                   | 北村淳一 | 大川美穗子 北村淳一 時矢義則 林隆祥 中島美子 高岡希一                                       |
| Act.03 | 雙紋與雙子           | 高橋奈津子 | 三宅和男                 | 今中菜菜 | 竹內昭 永井泰平 野上慎也 川口弘明 桝井一平 鈴木伸一                                         |
| Act.04 | 百鍊成鋼             | 千葉克彥   | 榎本明廣                 | 東田夏實 | 鈴木彩乃 高岡希一 松下純子 大木綾子 坪田慎太郎 杉山友美                                     |
| Act.05 | 食虎獅子             | 千葉克彥   | 小林浩輔 南康弘 北村淳一 | 星野美鈴 | 中島美子 北村淳一 高岡希一 重松晉一 飯飼一幸 白川茉莉 岡田由起子                            |
| Act.06 | 女武神的假日         | 高橋奈津子 | 小林浩輔 東田夏實        | 星野真   | 永田善敬 松崎嘉克 渡邊瑠璃子                                                                |
| Act.07 | 遺恨的報復           | 高橋奈津子 | 佐藤昌文                 | 佐藤昌文 | 佐藤哲也 永井泰平 野上慎也 那須野文 川口弘明 桝井一平 Lee Duk Ho                            |
| Act.08 | 被爐與白忙活的吹玻璃 | 千葉克彥   | 今中奈奈                 | 今中奈奈 | 大川美穗子 井上美香 杉山友美 小林雅和 森悅史                                                |
| Act.09 | 美麗明月             | 藤本冴香   | 大石美惠                 | 東田夏實 | 飯飼一幸 川島明子 兼子秀敬 關本美穗 松下純子 松崎嘉克 渡邊瑠璃子 K-PRODUCTION               |
| Act.10 | 窮途末路之狼         | 千葉克彥   | 北村淳一                 | 北村淳一 | 北村淳一 井上美香 大木綾子 高岡希一 服部憲知                                                |
| Act.11 | 霸王的證明           | 高橋奈津子 | 佐藤昌文                 | 佐藤昌文 | 本田辰雄 松本勝次 三橋櫻子 白川茉莉 宮川知子 時矢義則 佐藤昌文                              |
| Act.12 | 回歸之處             | 高橋奈津子 | 小林浩輔                 | 小林浩輔 | 井上美香 小林雅和 佐佐木彩香 高岡希一 花輪美幸 北村淳一 中村浩一 粟井重記 扇妙子 伊藤真理子 |

### BD&DVD
| 卷數 | 發售日期       | 收錄話數        | 規格編號  | 規格編號  | 封面人物               |
| 卷數 | 發售日期       | 收錄話數        | BD        | DVD       | 封面人物               |
| ---- | -------------- | --------------- | --------- | --------- | ---------------------- |
| 1    | 2018年9月19日  | 第1話 ~ 第3話   | POXE-1408 | POBE-1408 | 菲麗希亞、吉可露妮     |
| 2    | 2018年10月17日 | 第4話 ~ 第6話   | POXE-1409 | POBE-1409 | 艾爾貝緹娜、克莉絲緹娜 |
| 3    | 2018年11月21日 | 第7話 ~ 第9話   | POXE-1410 | POBE-1410 | 茵格莉特、斯卡維茲     |
| 4    | 2018年12月19日 | 第10話 ~ 第12話 | POXE-1411 | POBE-1411 | 周防勇斗、志百家美月   |

### 播放電視台
日本深夜動畫：下文記載的日本国内播放時間使用日本標準時間（UTC+9）表示。因為部分時間标识會採用30小时制，因此請留意这类超过24:00的时间，其實際播放時間為翌日清晨。
| 播放日期               | 播放時間                               | 播放電視台              | 播放區域 | 備註                      |
| ---------------------- | -------------------------------------- | ----------------------- | -------- | ------------------------- |
| 2018年7月8日 - 9月22日 | 星期日凌晨 25:30 - 26:00（星期六深夜） | 東京都會電視台/TOKYO MX | 東京都   |                           |
|                        |                                        | 日本BS放送/BS11         | 日本全國 | 衛星電視 / 『ANIME+』節目 |
| 2018年7月14日 -        | 星期六晚上 21:30 - 22:00               | AT-X                    | 日本全域 | 衛星電視 / 節目有重播     |

## 外部連結
- 百錬の覇王と聖約の戦乙女（页面存档备份，存于） - 小說版（日語）
- 百錬の覇王と聖約の戦乙女（页面存档备份，存于） - 漫畫版（日語）
- 百錬の覇王と聖約の戦乙女 - 廣播劇CD（日語）
- 电视动画《百鍊霸王與聖約女武神》官方网站（页面存档备份，存于）（日語）
- 电视动画《百鍊霸王與聖約女武神》的X（前Twitter）（日語）
- 电视动画《百鍊霸王與聖約女武神》的新浪微博（中文）